# Бобринський Георгій Олександрович
Бо́бринський Георгій Олександрович (нар. 11 липня 1863 — пом. 7 березня 1928) — російський державний діяч, граф, генерал-ад'ютант, українофоб. Двоюрідний брат депутата Думи Володимира Бобринського.
Працював у військовому міністерстві, під час Першої світової війни був при штабі командувача Південно-Західного фронту. У 1914–1915 рр. під час окупації російськими військами Галичини і Буковини очолював Галицько-Буковинське генерал-губернаторство.

## Галицько-Буковинське генерал-губернаторство
Керована ним російська окупаційна адміністрація проводила відверту антиукраїнську політику, за власним зізнанням, його задачею було надання захопленим землям «російського характеру» і викорінення «мазепинства». За його розпорядженнями закривались українські школи, газети, друкарні, відбувались масові арешти і депортації української інтелігенції вглиб Росії. Діяльність Б. на посту генерал-губернатора Галичини і Буковини російський політик Павло Мілюков, виступаючи в Державній Думі, розцінив як «європейський скандал».